# Bambusina moniliformis
Bambusina moniliformis là một loài Song tinh tảo trong họ Desmidiaceae, thuộc chi Bambusina.